# Москворецкая Слобода
Москворецкая Слобода — деревня в Можайском районе Московской области России в составе городского поселения Можайск. В деревне числятся 4 улицы. До 2006 года Москворецкая Слобода входила в состав Кукаринского сельского округа.
Деревня расположена в центральной части района, в излучине между левым берегом Москвы-реки и Можайским водохранилищем, примерно в 3,5 км к северо-западу от Можайска, высота центра над уровнем моря — 182 м. Ближайшие населённые пункты — примыкающие на севере деревня Марфин-Брод и на востоке — посёлок медико-инструментального завода.
| 2002 | 2006 | 2010 |
| ---- | ---- | ---- |
| 147  | ↘113 | ↗117 |